# Helicoverpa gelotopoeon
Helicoverpa gelotopoeon, también conocida como isoca bolillera  es una especie de insecto lepidóptero que se alimenta de las semillas y otras partes de las plantas, especialmente de las leguminosas como la soja, el algodón, el girasol, el lino y el cártamo. Se encuentra en América del Sur, especialmente en Chile y Argentina. 
Las larvas se consideran una plaga para el algodón, el maíz, el tabaco, la soja, el lino y otros cultivos. Es una plaga endémica de América del Sur. Es una especie polífaga que puede causar daños a varios cultivos, tanto en la etapa vegetativa como reproductiva.

## Descripción biológica
Su ciclo de vida comprende cuatro etapas: huevo, larva, pupa y adulto. Los huevos son de color blanco perlado y se depositan en los brotes terminales de las plantas. Las larvas son de color variable, desde amarillento a verde claro y negro, y tienen bandas dorsales y laterales. Los adultos son polillas de color marrón claro con una mancha oscura en cada ala anterior. Los adultos miden alrededor de 19 mm de largo y tienen 35 a 45 mm de expansión alar. Son robustos y poseen antenas filiformes.
La hembra coloca los huevos en forma aislada en los bordes terminales de las hojas. Las larvas de esta especie alcanzan de 30 a 35 mm.

## Daños en la planta
La soja puede sufrir diversos daños por la acción de esta especie, que se alimenta de distintas partes de la planta según su fase de desarrollo. Esta plaga puede provenir de otras leguminosas cercanas, como la arveja, y atacar a la soja desde su emergencia. 
En las primeras etapas, las larvas recién nacidas causan daños leves al permanecer dentro de los brotes. Luego, al crecer, salen de los brotes y cortan pecíolos, tallos e inflorescencias, afectando seriamente al cultivo. Estos cortes se diferencian de los que hacen las isocas cortadoras, que cortan por debajo de los cotiledones y actúan antes que la bolillera. 
Cuando la soja entra en su fase reproductiva, la bolillera perfora las vainas y consume los granos directamente, mostrando su preferencia por estos nutrientes. Esta plaga se caracteriza por su gran apetito y su resistencia a los plaguicidas, en comparación con otros lepidópteros plaga.
Los ataques más severos y frecuentes ocurren en enero, especialmente en los cultivos de segunda época de siembra, en condiciones de sequía y altas temperaturas. Los ataques a cultivos con vainas en formación ocurren generalmente en marzo y también están asociados con altas temperaturas y falta de humedad.

## Control de plaga
Los métodos de control que se pueden emplear para reducir el impacto de la plaga son el uso de insecticidas, el manejo integrado de plagas, el monitoreo de las poblaciones y el uso de variedades resistentes. Estas medidas deben aplicarse de forma oportuna y adecuada para evitar la resistencia y los efectos ambientales negativos.

## Otras lecturas
- Specht, Alexandre. «(Lepidoptera, Noctuidae) Do Museu Entomológico Ceslau Biezanko, Departamento De Fitossanidade, Faculdade De Agronomia "Eliseu Maciel", Universidade Federal De Pelotas, RS».

- Datos: Q5705267
- Multimedia: Helicoverpa gelotopoeon / Q5705267